# Mohavacris timberlakei
Mohavacris timberlakei es una especie de saltamontes perteneciente a la familia Tanaoceridae. Es monotipo del género Mohavacris.

## Lectura adicional
- Capinera, J. L; Scott, R. D.; Walker, T. J. (2004). Field Guide to Grasshoppers, Katydids, and Crickets of the United States. Cornell University Press. ISBN 978-0-8014-8948-8.

- Datos: Q10587480